# سینمای خانگی رایانه‌ای

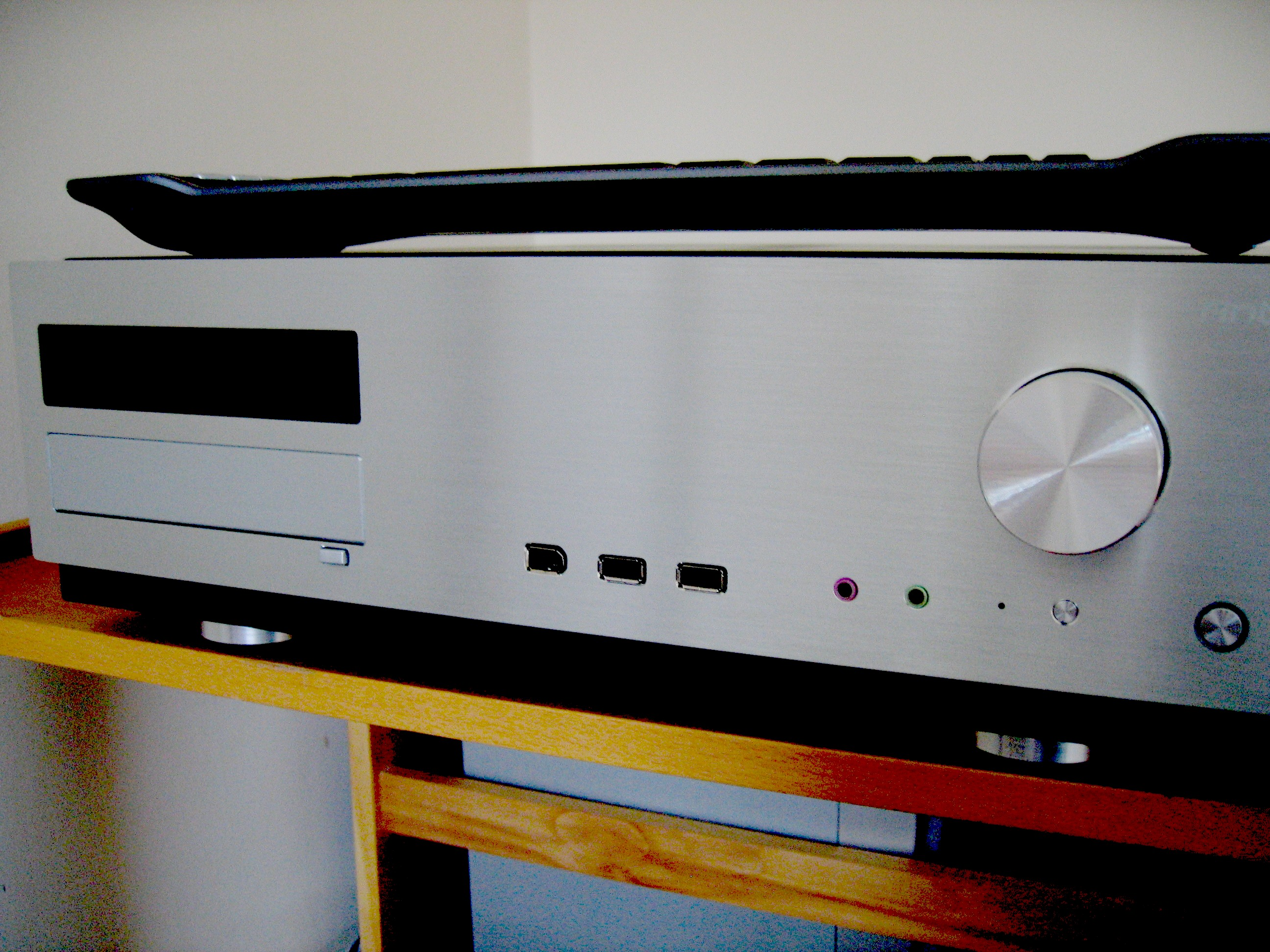
تصویر سینمای خانگی رایانه ای

سینمای خانگی رایانه‌ای یا مرکز سرگرمی‌های چندرسانه‌ای یا مدیاسنتر کامپیوتری (به انگلیسی: Home theater PC) و به صورت مختصر HTPC به نرم‌افزار یا ابزاری گفته می‌شود که مدیریت پرونده‌های صوتی و تصویری، تصویرها، موزیک‌ها و پرونده‌های چند رسانه‌ای را به وسیلهٔ رایانهٔ شخصی یا رایانه‌ها و سخت‌افزارهای مشابه بر عهده می‌گیرد.
سینماهای خانگی رایانه‌ای در دهه ۲۰۰۰ برای اولین بار ارائه شدند و در سال‌های اخیر ابزارهای بازی و وسایل دیگری نیز ارائه شدند که کار مدیریت پرونده‌های چند رسانه‌ای را بر عهده می‌گیرند.